# Бучумень (Галац)
Бучумень, Бучумені (рум. Buciumeni) — село у повіті Галац в Румунії. Входить до складу комуни Бучумень.
Село розташоване на відстані 198 км на північний схід від Бухареста, 85 км на північний захід від Галаца, 130 км на південь від Ясс, 136 км на схід від Брашова.

## Населення
За даними перепису населення 2002 року у селі проживали 1122 особи. Усі жителі села рідною мовою назвали румунську.
Національний склад населення села:
| Національність | Кількість осіб | Відсоток |
| -------------- | -------------- | -------- |
| румуни         | 903            | 80,5%    |
| цигани         | 219            | 19,5%    |